# Conflicto diplomático entre Francia y Marruecos de 2014
El conflicto diplomático entre Francia y Marruecos de 2014 consistió en una alteración de las relaciones internacionales entre ambos países, de breve duración y de relativamente baja intensidad, que se suscitó tras la publicación de unas supuestas afirmaciones realizadas por el embajador francés Gerard Araud y la acción judicial francesa sobre el jefe del contraespionaje marroquí, Abdelatif Hamuchi, ambas iniciadas el 20 de febrero de 2014.

## Antecedentes
El incidente diplomático se suscitó tras la publicación en la prensa francesa de las afirmaciones realizadas por el actor español Javier Bardem en París el 20 de febrero de 2014, en la presentación de un documental de denuncia sobre la situación de los derechos humanos en el Sahara Occidental, en las que recogía unos comentarios que habría hecho en su presencia el embajador francés en la ONU Gerard Araud en 2011 (si bien inicialmente fueron atribuidos al embajador francés en Estados Unidos, François Delattre) sobre las relaciones bilaterales entre Francia y Marruecos. Paralelamente, ese mismo jueves un grupo de agentes policiales franceses se presentaron en la residencia del embajador marroquí en París solicitando tomar declaración al jefe del contraespionaje marroquí, Abdelatif Hamuchi, que en ese momento se encontraba acompañándole, denunciado por su presunta complicidad en supuestos actos de tortura contra el franco-marroquí Adil Lamtalsi y el saharaui Naama Asfari. Como consecuencia, el embajador de Francia en Marruecos, Charles Fries, fue llamado ante el ministerio marroquí de Exteriores de Taieb Fassi-Fihri en Rabat para serle comunicada «la más enérgica protesta». Por su parte, el 22 de febrero se produjo un comunicado de la diplomacia francesa, afirmando desear «esclarecer los hechos ante este incidente lamentable».

## Inicio y desarrollo
Se inició de manera formal el 23 de febrero de 20220 cuando el ministro de Comunicación del Gobierno de Marruecos, Mustapha Khalfi, exigió explicaciones al Gobierno francés que fueran «más allá de una simple declaración del Ministerio de Asuntos Exteriores, para reparar los daños causados por esas palabras», calificando las afirmaciones atribuidas al embajador francés como «escandalosas e inaceptables» y afirmando que las mismas «golpean a todos los marroquíes». Ese mismo día, por la vía diplomática y como protesta, paralizó la visita de un enviado especial presidencial francés en el país.
El día 24 de febrero, el presidente francés François Hollande se puso en contacto con el rey de Marruecos Mohamed VI a propósito del incidente, disculpándose por el mismo.
Posteriormente, el martes 25 de febrero se convocó una manifestación que reunió a varios miles de personas en Rabat ante la Embajada de Francia para protestar por esas supuestas declaraciones del embajador francés. Por su parte, el embajador francés que supuestamente habría cuestionado las relaciones galo-alauíes, Gerard Araud, desmintió al actor español y anunció posibles actuaciones judiciales contra él. Bardem, que había contribuido con sus declaraciones al incidente, afirmó que deseaba que la polémica «no se utilizase como una cortina de humo para no debatir el verdadero problema de fondo, que es que Francia podría ayudar a resolver la situación de los derechos humanos en el Sáhara occidental, territorio ocupado por Marruecos».
El 26 de febrero Marruecos suspendió la cooperación judicial con Francia, a través de un comunicado gubernamental, señalando que el magistrado de enlace en Francia había sido llamado a Rabat a la espera de encontrar soluciones que garanticen el respeto mutuo entre los dos países.